# ТТ-34
«ТТ-34» — белорусская ню-метал-группа, основанная в 1996 году.

## История
История группы «ТТ-34» началась с группы Head Cleaner, которая была образована в 1996 году в Гомеле, и в состав которой входили Алексей Смирнов (барабаны), Константин Петрович Астапенко (вокал), Александр Волостнов (гитара) и Алексей Григорьев — Мух (бас).
В декабре 1996 года группа записала первое демо. В 1998 году в группе поменялись исполнители: вместо Волостнова и Муха пришли Сергей Кузьменков и Валерий Новосельцев. В мае 1999 года группа обрела нынешнее название. Вскоре в группу пришёл Александр Потёмкин, и к осени 1999-го года в группе сформировался окончательный состав и закрепился стиль музыки.
Группа начинает концертную деятельность по Беларуси, России, Украине и Прибалтике, выпускает несколько саундтреков к кинофильмам (триумфальные «Ночной и Дневной дозоры», российский боевик «Охота на пиранью»). За несколько лет у коллектива формируется программа для дебютного альбома «Грубый помол».
В 2003 году к группе присоединяется Артур Степанов, который добавляет в музыку перкуссию для придания грубой аутентичности и жесткости звучанию ритм-секции.
В конце 2004 года выходит полноформатный альбом «Грубый помол» (в России вышел под названием «Бум!»).
Осенью 2006 года группой записывается так и не вышедший сингл: «Падая И Задыхаясь Достигаешь Единой Цели» Звучание группы утяжеляется, а на смену позитивному веселью приходит суровая агрессия.
В ноябре 2006 года группу покидает Александр Потёмкин.
В декабре 2006 года на смену ушедшему из группы Александру Потёмкину приходит Крижановский Любомир (ранее — вокалист группы «Jazzlatex»).
Весной 2007 года группа даёт первый концерт в обновлённом составе. Также весной 2007 группой снят анимационный клип на песню: «Пиздец».
В сентябре 2007 группу покидает Константин Петрович, после чего группа принимает решение об отсутствии необходимости в двух вокалах и ориентируется при написании последующего материала на использование одного вокала.
В таком составе группа существует до 2012 года. В том же году группу покидает один из старейших участников коллектива — Валерий Новосельцев.
На смену Валерию Новосельцеву вскоре приходит опытный музыкант Евгений Юденок, известный по участию во многих коллективах дэт-метал и грайндкор направленности, его дебют происходит в июне 2012 года на белорусском фестивале Мирский Замок, где становится понятным, что этот человек как никто другой подходит для дальнейшей гастрольной деятельности и студийной работы.
В 2014 в рамках проведения шоу Reunion вместе с коллективом впервые за 7 лет на сцену поднимается один из её первоначальных участников Александр Потёмкин.
В 2015 году начинается работа над вторым студийным альбомом, получившим впоследствии название «Падая И Задыхаясь Добиваешься Единой Цели». При записи этого альбома в составе коллектива впервые появляется Алексей Коршун (Thelema, Dragonflame), сначала в качестве звукоинженера, а потом и в качестве полноценного участника коллектива.
24 февраля 2016 года выходит второй студийный альбом коллектива под названием «Падая И Задыхаясь Добиваешься Единой Цели». В записи данного альбома в разных ролях поучаствовало немало музыкантов. Например, Александр Потёмкин участвовал в написании текстов, Алексей Коршун курировал запись инструментов, воспитанники детской вокальной студии под управлением Алины Ивановой — в записи партий к песне «Аэростаты».
Начинается череда концертов в поддержку альбома, на этом этапе в концертный состав коллектива вливается самая юная участница коллектива — Анастасия Кузьменкова. Ей достаётся руководить бэк-вокалами, с чем она справляется по настоящее время.
15 ноября 2016 года состоялась премьера видеоклип на песню «Гроб».
23 марта 2018 состоялась премьера видеоклипа «Родина», деньги на который собирали всем миром. Выходит фильм о съёмках клипа, где ребята рассказывают о том, что происходило по другую сторону камеры.
2018 год — группа активно выступает на всевозможных площадках по СНГ и приступает к съёмкам видеоклипа на песню «Аэростаты».
17 ноября 2018 года на большом сольном концерте в Гомеле в «RED PUB» состоялся ЗАКРЫТЫЙ ПОКАЗ. По сложившейся уже традиции, гомельские земляки первыми увидели клип на песню «Аэростаты».
23 ноября 2018 года состоялась премьера видеоклипа «Аэростаты».
22 января 2019 в Минске запретили концерт группы ТТ-34, так решила комиссия Мингорисполкома, не выдав гастрольное удостоверение на проведение этого концерта из-за «низкого художественного уровня». Документ с отказом был выдан организаторам ещё в конце 2018 года, однако попал он в публичный доступ только сейчас. В документе об отказе в выдаче гастрольного удостоверения чиновники ссылаются на пункт 1.3 статьи 215 Кодекса о культуре. Данный инцидент вызвал резонанс в среде почитателей группы. Группа же поступила следующим образом — «Не пустили в Минск? Едем в Москву!» Где и состоялся долгожданный концерт.

## Состав группы

### Текущий
- Любомир Крижановский — вокал (2006—настоящее время)
- Сергей Кузьменков — гитара (1998—настоящее время)
- Евгений Юденок — бас (2012—настоящее время)
- Алексей Смирнов — барабаны (1996—настоящее время)
- Алексей Коршун — гитара (2015—настоящее время)
- Артур Степанов (2003—настоящее время)
- Анастасия Кузьменкова — бэк (2016—настоящее время)

### Первый состав
- Константин Петрович Астапенко — вокал (1996—2007)
- Александр Потемкин — вокал (1998—2006, 2014)
- Александр Волостнов — гитара (1996—1998)
- Алексей Григорьев (Мух) — бас (1996—1998)
- Алексей Смирнов — барабаны (1996—настоящее время)

### Бывшие участники
- Валерий Новосельцев — бас (1998—2012)
- Алексей Григорьев (Мух) — бас (1996—1998)
- Константин Петрович Астапенко — вокал (1996—2007)
- Александр Потемкин — вокал (1998—2006, 2014)
- Александр Волостнов — гитара (1996—1998)

## Творчество

### Дискография
Студийные альбомы
- 2004 — Грубый Помол[бел.] (переиздан в 2005 под названием «Бум»)
- 2016 — Падая И Задыхаясь Добиваешься Единой Цели

Сборники
- 2001 — Dом Который Построил Jack

Синглы
- 2005 — Бум
- 2007 — Неизданное
- 2007 — Падая И Задыхаясь Добиваешься Единой Цели (не издан)

Демо-альбомы
- 1999 — Psychotronic (как Head Cleaner)
- 2002 — Demo

Участие в сборниках
- 2005 — Варта Вежы Багоў[бел.] (трек «Ойра»)
- 2005 — Серёга — А на танцполе нету свободных мест (трек «Бум»)
- 2006 — Дневной Дозор: Первый фильм года (Original Soundtrack) (треки «Иной», «Бум»)
- 2006 — XLAM: Лучшая беларусская альтернатива (трек «Иной»)
- 2006 — Охота на пиранью (оригинальный саундтрек к фильму) (треки «Иной», «Медляк», «Два шага до неба»)
- 2014 — Lyapis Crew Трубьют, Vol. 1 (трек «Парагалактика»)

Видеография
| Год        | Клип                | Режиссёр                          | Альбом |
| ---------- | ------------------- | --------------------------------- | ------ |
| 2018       | «Родина»            | Адаменко Евгений, Смирнов Алексей | АЛЬБОМ |
| 2005       | «Бум» feat. Серёга  | Неизвестен                        | АЛЬБОМ |
| Неизвестен | «Джек»              | Неизвестен                        | АЛЬБОМ |
| Неизвестен | «Пиздец»            | Неизвестен                        | АЛЬБОМ |
| Неизвестен | «Гроб»              | Неизвестен                        | АЛЬБОМ |
| 2018       | «Аэростаты»         | Смирнов Алексей, Гусев Игорь      | АЛЬБОМ |
| Неизвестен | «Я знаю»            | Неизвестен                        | АЛЬБОМ |
| Неизвестен | «Падая и задыхаясь» | Неизвестен                        | АЛЬБОМ |
| Неизвестен | «Снег»              | Неизвестен                        | АЛЬБОМ |